# ميكانيكا النقطة

ميكانيكا النقطة هي دراسة حركة النقاط المادية. في حين علم الحركة يسمح بدراسة العلاقات بين باراميترات الحركة (الموقع، السرعة، التسارع، الخ)، ميكانيكا النقطة يُمَكِّنُ من التنبؤ بتطور هذه البارامترات من خلال معرفة أسباب الحركة. يمكن أن تكون هذه التفاعلات باتصال مثل الاحتكاك والدفع، أو عن بعد مثل الجاذبية و التفاعلات الكهرومغناطيسية. كل هذه التفاعلات يتم وضعها من خلال جسم طبيعي واحد : القوة. وبالتالي، من خلال معرفة القوة التي تخضع لها النقطة المادية في أي لحظة، من الممكن التنبؤ بالحركة،
لهذا فمن الضروري تحديد إطار مرجعي، بمعنى، تحديد علامة من الفضاء ومرجع للوقت (الساعة). وفي هذا الصدد، توجد نقطة مادية واحدة لها: ثلاثة إحداثيات (x, y, z) لتتبعها في الفضاء الخارجي، وكتلة M. وفي الممارسة العملية، يمثل هذا الجسم شيئا صغيرا (الجسيمات، الصغيرة، وما إلى ذلك)، أو جسم كبير حيث نهمل الآثار المترتبة على هذا الحجم، مثل الدوران حول نفسه. في جميع الحالات، نسمي هذا الجسم محمول. ونهتم فقط بحركة مركز قصوره أو مركز ثقله.
ومن المثير للاهتمام أن دراسة مثل هذه الحركة في الحالات الساكنة و الديناميكية. من ناحية، تكون نقطة المادة غير متحركة في مرجع R إذا كانت سرعتها منعدمة في R. ويتم دراستها بشكل أكثر دقة في مادة النقطة الثابتة. من ناحية أخرى، إذا كان مجموع القوى المطبقة على الجسم منعدم، فإنه يكون في حركة مستقيمة منتظمة. إذا لم يكن الأمر كذلك، فهناك تسارع يؤدي إلى تغير في السرعة. يتم دراسة هذا بالتفصيل في ديناميكا النقطة. في هاتين الحالتين، يمكننا تلخيص الخصائص الرئيسية لسلوك هذه الأجسام من خلال قوانين نيوتن للحركة. وعلى سبيل المثال، تشير هذه الحالات إلى أن جميع الأجسام التي تتعرض للسقوط الحر في الفراغ تكون في نفس الحركة (وهذا أمر غير صحيح عندما يحدث الاحتكاك بالهواء).
وعلى الرغم من البساطة الواضحة لميكانيكا النقطة، فإنها عموما تساعد على وضع مواقف هامة مثل حركة القوة المركزية، التي ستكون مفصلة أكثر بعد ذلك بنظريات أكثر تعقيدا مثل ميكانيكا المواد الصلبة، وميكانيكا الموائع و ميكانيكا المتصل.